# Asian Journal of Control
Asian Journal of Control is een internationaal, aan collegiale toetsing onderworpen wetenschappelijk tijdschrift op het gebied van de regeltechniek (control systems). De naam wordt in literatuurverwijzingen meestal afgekort tot Asian J. Contr. Het wordt uitgegeven door de Chinese Automatic Control Society.